# Милен Желев
Милен Живков Желев е български футболист, който играе като защитник за Арда (Кърджали). От 2023 играе за румънския Оцелул (Галац).